# Paul Deydier
Paul Deydier war ein französischer Fechter, der sich auf den Degen spezialisiert hatte. Bei den Fechtweltmeisterschaften 1935 gewann er zwei Medaillen, Gold im Mannschaftswettbewerb und Silber im Einzelwettbewerb.